# جوردن تايلور
جوردن تايلور (بالإنجليزية: Jordan Taylor)‏ هو سائق سيارة سباق أمريكي، ولد في 10 مايو 1991 في أورلاندو في الولايات المتحدة.

## وصلات خارجية
- جوردن تايلور على موقع Racing-Reference.info (الإنجليزية)
- جوردن تايلور على موقع DriverDB.com (الإنجليزية)